# Osvaldo Rubén Gil
Osvaldo Rubén Gil (Avellaneda, Buenos Aires, 12 de marzo de 1925 – agosto de 2011) fue un futbolista argentino que se desempeñó como delantero o extremo derecho. Es recordado principalmente por su paso por el Club Atlético Lanús

## Trayectoria

### Primeros Años
Osvaldo Rubén Gil nació el 12 de marzo de 1925 en Avellaneda, provincia de Buenos Aires, Argentina. Fue el mayor de tres hermanos (Joaquín y Gabriel), todos futbolistas, quienes curiosamente iniciaron sus carreras en Independiente. Su hermano Gabriel tuvo un breve paso por Ferrocarril Oeste, retornando luego a Independiente, mientras que el menor, Joaquín, jugó en Tigre y Boca Juniors.

### Carrera profesional
Gil comenzó su carrera en las divisiones inferiores de Independiente, club de su ciudad natal. Debutó en el primer equipo en 1944, marcando un gol en su primer partido en Primera División. Sin embargo, tras un exitoso debut, fue relegado a la tercera división, donde se consagró goleador y campeón en dos temporadas consecutivas.[cita requerida]

### Paso por Lanús
Tras ser prácticamente olvidado en las reservas de Independiente, Lanús lo contrató en 1949. Su debut oficial con el club granate ocurrió el 7 de agosto de 1949, en un empate 0-0 contra Chacarita Juniors. Rápidamente se convirtió en titular y su figura trascendió, destacándose como un delantero prolífico. 
Marcó su primer gol con Lanús el 14 de agosto de 1949, ante el arquero Aldo Héctor Cerrutti de Tigre. Durante su etapa en el club, disputó 149 partidos y anotó 63 goles (se ubica entre los diez máximos goleadores del club), siendo una pieza clave en el ascenso de Lanús en 1950 y en las campañas de 1951, 1955 y 1956, incluidas giras por Europa (1951/1952) y América (1956/1957). 
Su desempeño llamó la atención de El Gráfico, que lo destacó en portada en octubre de 1952, 1955 y 1956.[cita requerida]
En el Granate se consagró campeón de la Copa Perón 1955 marcando un gol en la Final frente a Estudiantes de la Plata en los minutos finales (2-1).